# Венков, Андрей Вадимович
Андрей Вадимович Венков (род. 1954) — советский и российский учёный-историк; доктор исторических наук, профессор.
Автор многих работ, в числе которых 18 монографий, 9 учебников и учебных пособий.

## Биография
Родился 15 декабря 1954 года в Магнитогорске Челябинской области.
С 1959 по 1982 годы проживал в станице Вёшенской, где окончил среднюю школу. В 1977 году окончил историко-английский факультет Ростовского государственного педагогического института (ныне Ростовский государственный педагогический университет), получив специальность «Учитель истории и английского языка». Свою профессиональную деятельность начал в Вёшенской средней школе учителем истории и английского языка. В 1980 году был назначен завучем Колундаевской средней школы № 2.
В 1982 году А. В. Венков перешёл на педагогическую работу в Ростовский государственный педагогический институт (исторический факультет). В 1983 году поступил в аспирантуру Ростовского государственного университета. Защитил кандидатскую (1987 год, тема «Донское казачество в гражданской войне») и докторскую (1997 год, тема «Антибольшевистское движение на юге России, 1917—1920 гг.») диссертации.
С 1986 года работал на историческом факультете Южного федерального университета. Под его руководством защитились 8 кандидатов наук.
В настоящее время — заведующий лабораторией казачества Южного научного центра Российской академии наук. Является членом-корреспондентом Академии военных наук.